# 10501 Ardmacha
10501 Ardmacha este un asteroid din centura principală de asteroizi.

## Descriere
10501 Ardmacha este un asteroid din centura principală de asteroizi. A fost descoperit pe 19 iulie 1987 la Observatorul Palomar de Eleanor Francis Helin. Asteroidul prezintă o orbită caracterizată de o semiaxă mare de 2,72 ua, o excentricitate de 0,26 și o înclinație de 8,7° în raport cu ecliptica.